# سرت
سِرت (به عربی: سرت) یکی از شهرهای لیبی است که در استان سرت واقع شده‌است. این شهر برخی از سازمان‌های مهم دولتی را در خود جای داده و زادگاه معمر قذافی است. این شهر در میانهٔ راه طرابلس به بنغازی قرار دارد.

## اشغال سرت توسط نیروهای داعش
در اواخر ماه مه ۲۰۱۵ میلادی، نیروهای وابسته به داعش، توانستند فرودگاه شهر سرت و نیروگاه حرارتی مجاور آن را به تصرف خود در آورند. در ادامه این رویدادها، در ژوئن ۲۰۱۵ میلادی، نیروهای داعش اعلام کردند: با بیرون راندن «نیروهای فجر لیبی»، شهر سرت را نیز به تصرف خود درآورده‌اند. در روز پنجم ماه اوت سال ۲۰۱۵ میلادی، «حاتم العریبی» سخنگوی دولت موقت لیبی نیز با اشاره به فعالیت‌های گسترده داعش در لیبی، اعلام کرد: شهر سرت به دست داعش افتاده‌است.

## آزادی سرت از دست نیروهای داعش
در دسامبر سال ۲۰۱۶ میلادی «فایز السراج» رئیس شورای ریاستی دولت وفاق ملی لیبی که در طرابلس قدرت را در دست دارد، رسماً آزادی شهر «سرت» از سیطره گروه داعش را اعلام کرد. داعش در اوایل سال ۲۰۱۵ بر شهر سرت سیطره یافته بود و این شهر را به یکی از مهم‌ترین پایگاه‌های خود در خارج از خاک عراق و سوریه تبدیل کرده‌بود.